# Beth Nielsen Chapman

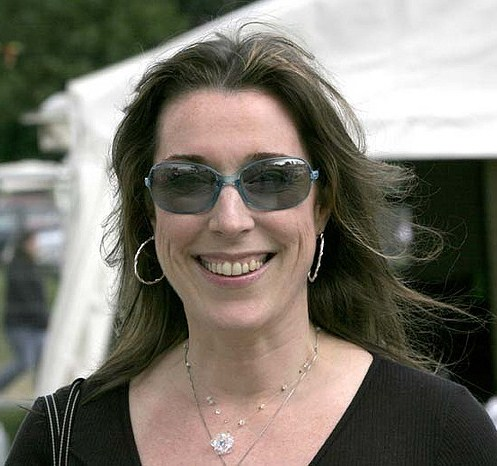
Beth Nielsen Chapman, 2005

Beth Nielsen Chapman (* 14. September 1958 in Harlingen, Texas) ist eine US-amerikanische Sängerin und Komponistin.

## Lebenslauf
Chapman wuchs als mittleres von fünf Geschwistern auf. Kurz nach ihrer Hochzeit mit Ernest Chapman im Jahr 1980 (nach anderen Angaben heiratete das Paar bereits 1979) veröffentlichte Beth Nielsen Chapman ihr erstes Album; im folgenden Jahr wurde ihr gemeinsamer Sohn Ernest jr. geboren. In den folgenden Jahren machte sie sich mehr und mehr einen Namen und arbeitete mit vielen bekannten Künstlern zusammen, unter anderem mit Bonnie Raitt und Paul Carrack (1993) und mit Neil Diamond (1996). Seit den 1990er Jahren ist sie regelmäßig in den Hitparaden vertreten, vorwiegend in den USA.
Ihr Mann Ernest starb 1994 an Krebs, daraufhin entstand das Album Sand and Water, welches stark von Chapmans Empfindungen aus dieser Zeit geprägt ist. Der Titelsong Sand and Water wurde 1997 von Elton John auf vielen Konzerten gesungen. Chapman selbst erkrankte 2001 an Brustkrebs. Zu den Besonderheiten ihrer musikalischen Leistung gehört das im Jahr 2004 veröffentlichte Album Hymns, auf dem fast ausschließlich in lateinischer Sprache gesungene Kirchenlieder zu finden sind. Es erreichte in USA die Top 30 der Christian und der Independent Charts.

## Diskographie
- 1980: Hearing It First
- 1990: Beth Nielsen Chapman
- 1993: You Hold the Key
- 1997: Sand and Water (Gastkünstler u. a. Bonnie Raitt, Amy Grant)
- 1999: Greatest Hits
- 2002: Deeper Still (Gastkünstler u. a. John Prine, Andy Bell, Emmylou Harris)
- 2004: Hymns
- 2005: Look
- 2008: Prism: The Human family Songbook
- 2010: Back to Love
- 2012: The Mighty Sky
- 2013: UnCovered
- 2018: Hearts of Glass

## Filmmusik
Chapmans Lieder finden häufig Verwendung als Filmmusik.

### Spielfilme
- Der Prinz von Ägypten (1998)
- Zauberhafte Schwestern (1998)
- Message in a Bottle (1999)

### Serien
- Folge 2 in der 7. Staffel von Emergency Room – Die Notaufnahme heißt im Original Sand and Water (deutscher Titel: Warten auf ein Wunder), der gleichnamige Titel von Chapman ist dort mehrfach zu hören
- dieser Titel wird auch bei der Darstellung einer Beerdigung in Charmed – Zauberhafte Hexen gespielt
- in drei Folgen der Serie Dawson’s Creek werden „Seven Shades of Blue“ (Staffel 1, Folge 6, Staffel 2, Folge 15) und „Say Goodnight“ (Schlussepisode; Staffel 6, Folge 24) gespielt